# Fekete kajmán
A fekete kajmán (Melanosuchus niger) a hüllők (Reptilia) osztályának krokodilok (Crocodilia) rendjébe, ezen belül az aligátorfélék (Alligatoridae) családjába és a kajmánformák (Caimaninae) alcsaládjába tartozó Melanosuchus nem egyetlen élő faja.

## Előfordulása
Bolívia, Brazília, Kolumbia, Ecuador, Francia Guyana, Guyana és Peru területén honos. Természetes élőhelyei, tavak, folyók, mocsarak és elárasztott területek.

## Megjelenése
Testhosszúsága általában 3-4,5 méter, de elérheti az 5-6 méteres hosszúságot is. A legnagyobb termetű kajmán, az egyetlen, amely képes lenne megölni egy embert. Hosszú, széles arcorra van, hátán hosszanti bordák sorakoznak.
Nagy mérete miatt, más kajmánokkal ellentétben, gyakran fogyasztják a húsát, amely Dél-Amerikában több helyütt kedvelt csemege.

## Életmódja
Éjjel vadászik, halakból, kétéltűekből, hüllőkből, emlősökből és madarakból álló táplálékára.

## Szaporodása
Fészekalja 50-65 tojásból áll.